# محمدباقر قالیباف
محمدباقر قالیباف (زادهٔ ۱ شهریور ۱۳۴۰) نظامی و سیاستمدار ایرانی است که به‌عنوان نماینده دوره‌های یازدهم و دوازدهم مجلس شورای اسلامی از حوزه انتخابیه تهران، ری، شمیرانات، اسلامشهر و پردیس فعالیت می‌کند. وی همچنین از خرداد ۱۳۹۹ ششمین رئیس مجلس شورای اسلامی است. قالیباف به مدت سه دوره در فاصله سال‌های ۱۳۸۴ تا ۱۳۹۶ شهردار تهران بود و پیش از آن نیز در قرارگاه سازندگی خاتم‌الانبیا، نیروی هوایی سپاه پاسداران انقلاب اسلامی و نیروی انتظامی سمت فرماندهی داشته است.
قالیباف دارای مدرک دکتری در رشته جغرافیای سیاسی است و دوره خلبانی هواپیمای ایرباس را در فرانسه گذرانده است. او در سال ۱۳۶۱ فرمانده تیپ ۲۱ امام رضا شد و سپس به فرماندهی لشکر ۵ نصر خراسان در جنگ ایران و عراق ارتقاء یافت. او همچنین در دوران فرماندهی نیروی انتظامی، رئیس و نماینده ویژه رئیس‌جمهور ایران، سید محمد خاتمی در ستاد مبارزه با قاچاق کالا و ارز بود. قالیباف در شهریور ۱۳۸۴ با اجماع شورای شهر به‌عنوان شهردار تهران انتخاب شد. او نامزد اصلی انتخابات ریاست‌جمهوری ۱۳۸۴ و ۱۳۹۲ بود که به‌ترتیب چهارم و دوم شد. او از سال ۱۳۹۶ تا ۱۳۹۹ عضو مجمع تشخیص مصلحت نظام بود.
قالیباف از شخصیت‌های برجستهٔ متهم به فساد در ایران است و نام او با پرونده‌های بزرگ فساد اقتصادی گره خورده است. او در شهریور ۱۳۹۵ به‌دنبال افشای گزارش سازمان بازرسی کل کشور پیرامون واگذاری املاک شهرداری با تخفیف گسترده به افراد و تعاونی‌های مختلف به فساد متهم شد. پس از آن، قوه قضائیه اقدام به بستن چند سایت و دستگیری سردبیر سایت معماری نیوز—که متن نامه سازمان بازرسی را افشا کرده بود—کرد. به گفته وکیل قالیباف، این افراد به‌علت نشر اکاذیب محکوم شدند و قالیباف در این مورد تبرئه شد. از جمله اتهامات فساد قالیباف، املاک نجومی، تخلفهای مالی سال ۹۳، قرارداد صوری برای تأمین هزینهٔ تبلیغات انتخاباتی، پرداخت رشوه، پرونده عیسی شریفی و استخدام گسترده در آستانهٔ انتخابات است. سفر خانوادهٔ قالیباف به ترکیه برای خرید سیسمونی کودک در رسانه‌ها بازتاب داشت.
قالیباف عضو هیئت علمی و دانشیار گروه جغرافیای سیاسی دانشکده جغرافیا دانشگاه تهران است. مجله نیوزویک در سال ۲۰۰۹ او را در رتبه هشتمین فرد قدرتمند در ایران قرار داد. او در سال ۱۳۸۷ (۲۰۰۸ میلادی) از طرف وبگاه شهرداری‌های جهان، با رأی مردم، به عنوان هشتمین شهردار برتر دنیا معرفی شد.

## زندگی شخصی
محمدباقر قالیباف در ۱ شهریور ۱۳۴۰ در شهر طرقبه از پدری کُرد کرمانج و مادری فارس زاده شد. پدرش حسین قالیباف است و برادرش حسن قالیباف طرقبه‌ای در عملیات کربلای ۴ در جریان جنگ ایران و عراق کشته شد.
قالیباف در سال ۱۳۶۱ در سن ۲۱ سالگی ازدواج کرد. همسر او زهرا مشیر، زنی از محلهٔ طرقبه است که همسایه قالیباف بود. دوران دبیرستان را به پایان نرسانده بود که روح‌الله خمینی، صیغه عقدشان را جاری کرد. او در سازوبرگ همسرش سمت مدیریت اداره امور بانوان شهرداری تهران و مشاور شهردار را داشته است. البته بنا به ادعای قالیباف، وی در این پست‌ها، حقوقی دریافت نکرده است. افزون بر آن، او شعر می‌گوید، نقاشی می‌کند و جامعه‌شناسی می‌خواند. وی پس از نامزد شدن شوهرش در انتخابات ریاست‌جمهوری ایران (۱۳۹۲) از مدیریت کل امور بانوان شهرداری تهران استعفا کرد تا در صورت انتخاب همسرش حضوری فعال در دولت وی داشته باشد.
فروردین ۱۴۰۱ انتشار عکس‌هایی در شبکه‌های اجتماعی از سفر همسر، دختر و داماد قالیباف به ترکیه برای خرید سیسمونی نوزاد خبرساز شد. در واکنش الیاس قالیباف، پسر او با انتشار پیامی عذرخواهی کرده و این سفر را اشتباه توصیف کرده است. پس از آن وحید اشتری، افشاگر این رویداد به دو سال حبس و ممنوعیت از هرگونه فعالیت در اینترنت و شبکه‌های اجتماعی محکوم شد.

### تحصیلات
وی دانش‌آموختهٔ رشتهٔ جغرافیای سیاسی دانشگاه تهران در مقطع فوق لیسانس و دکترای همین رشته در دانشگاه تربیت مدرس، هم‌زمان با فرماندهی نیروی هوایی سپاه، است که در هر دو مقطع تحصیلی با سهمیه ایثارگری پذیرش گرفتند. پایان‌نامهٔ دکترای وی بررسی سیر تکوین نهادهای محلی ایران در دورهٔ معاصر بوده است.

### استادی دانشگاه
قالیباف دانشیار گروه جغرافیای سیاسی دانشکده جغرافیای دانشگاه تهران است. علاوه بر مقالات گوناگون، تا اکنون سه کتاب از وی به چاپ رسیده است:
1. حکومت محلی یا استراتژی توزیع فضایی قدرت سیاسی در ایران، منتشر شده توسط مؤسسه انتشارات امیرکبیر
2. ایران و دولت توسعه‌گرا، منتشر شده توسط مرکز انتشارات وزارت امور خارجه
3. خاورمیانه معاصر: تاریخ سیاسی پس از جنگ جهانی اول، منتشر شده توسط انتشارات قومس[۴۸]

## سپاه پاسداران

قالیباف در جنگ ایران و عراق

همزمان با پیروزی انقلاب اسلامی محمد باقر قالیباف فعالیت خود را در بسیج آغاز کرد و با شروع ناآرامی‌های کردستان به آن شهر و سپس با آغاز جنگ ایران و عراق به جبهه‌های جنوب عزیمت نمود و در اوایل جنگ به عضویت سپاه پاسداران انقلاب اسلامی درآمد. وی در جبهه‌های جنگ اغلب مسئولیت اطلاعات عملیات جنگ را به عهده داشت سپس در مسئولیت فرماندهی گردان و فرماندهی تیپ امام رضا نیز فعالیت کرد. وی در سال ۱۳۶۱ به فرماندهی لشکر نصر خراسان منصوب شد و سپس در فرماندهی لشکر ۲۵ کربلا کار خود را دنبال کرد. سردار قالیباف بعد از پایان جنگ ایران و عراق فرمانده قرارگاه نجف بود و سپس به جانشینی نیروی مقاومت بسیج منصوب شد.

### قرارگاه خاتم‌الانبیا
او در سال ۱۳۷۳ به عنوان فرمانده قرارگاه سازندگی خاتم‌الانبیا انتخاب شد و گفته می‌شود که در پروژه‌هایی همچون راه‌آهن مشهد - سرخس، گازرسانی به پنج استان مرکزی و غربی، ساخت سازه‌های دریایی خلیج فارس و سد کرخه نقش داشته است.

### فرماندهی نیروی هوایی سپاه
در سال ۱۳۷۶، وی با حکم سید علی خامنه‌ای، به سمت فرماندهی نیروی هوایی سپاه پاسداران انقلاب اسلامی منصوب گردید. وی پس از آن به فرانسه رفت و در امتحان خلبانی ایرباس شرکت کرد. محمدباقر قالیباف هنوز هم خلبان ایران ایر می‌باشد.

#### نامه تهدیدآمیز به محمد خاتمی

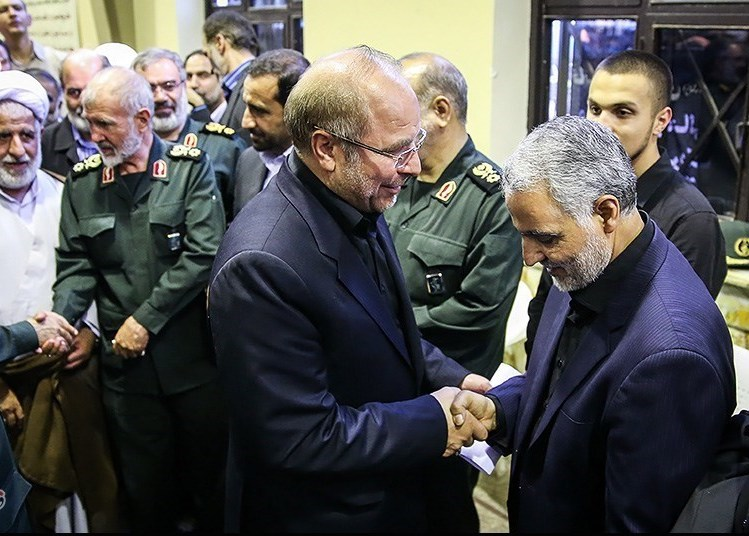
قالیباف در مراسم ختم مادر قاسم سلیمانی، ۲۳ شهریور ۱۳۹۲

وی برای سه سال فرمانده نیروی هوایی سپاه بود و حمله به کوی دانشگاه تهران (۱۸ تیر ۱۳۷۸) نیز در همین دوره رخ داد. چند روز پس از نا آرامی‌های کوی دانشگاه تهران، روزنامه کیهان نامه محرمانه جمعی از فرماندهان سپاه به محمد خاتمی ریاست جمهوری اسلامی ایران را منتشر کرد. فرماندهان امضاکننده نامه به خاتمی نوشته بودند که «کاسه صبر» ایشان لبریز شده و «اگر دولت ناآرامی‌ها را کنترل نکند» وارد عمل خواهند شد. نام محمد باقر قالیباف، فرمانده وقت نیروی هوایی سپاه پاسداران نیز در میان امضاءکنندگان دیده می‌شود.
نامه فرماندهان به خاتمی بازتاب گسترده‌ای داشت و بسیاری ناظران، آن را تهدیدی علیه ریاست جمهوری اسلامی ایران دانستند.
قالیباف پس از ثبت نام در انتخابات ریاست جمهوری ۱۳۹۲ سخنانی جنجالی در مورد اعتراضات ۱۸ تیر ۱۳۷۸ بیان داشت و گفت که سوار بر موتور ۱۰۰۰ و در کف خیابان معترضان را با چوب کتک می‌زده.

وی در این سخنرانی اظهار داشت: 
حادثهٔ سال ۷۸ که در کوی دانشگاه اتفاق افتاد، آن نامه‌ای را که نوشته شد من نوشتم (نامهٔ فرماندهان سپاه به رئیس‌جمهور وقت، محمد خاتمی). بنده و آقای سلیمانی. وقتی در کف خیابان به سمت بیت رهبری راه افتادند، بنده فرمانده نیروی هوایی سپاه بودم. عکس من الان روی موتور ۱۰۰۰ با چوب هست. با حسین خالقی. ایستادم کف خیابان که کف خیابان را جمع کنم. آن جایی که لازم باشد بیاییم کف خیابان و چوب بزنیم، جزو چوب زن‌ها هستیم. افتخار هم می‌کنیم. نگاه نکردم که من، سردار و فرمانده نیروی هوایی هستم و تو را چه به کف خیابان؟".

#### درگیری نظامی با ارتش بر سر تصرف زمین‌های شیراز
امیر شهرام رستمی، در مصاحبه ای از ماجرای درگیری نیروی هوایی سپاه با هوابرد شیراز گفت. رستمی می‌گوید نیروی هوایی سپاه علیرغم دستور فرماندهی کل قوا قصد تصرف بخشی از زمینهای هوابرد شیراز را داشت که به درگیری نظامی بین این دو نیرو و کشته شدن یک سرباز هوابرد شیراز انجامید. بعد از این ماجرا قوه قضائیه و ستاد کل نیروهای مسلح شهرام رستمی را بازخواست کردند بدون اینکه بازخواست و سؤالی از محمدباقر قالیباف کرده باشند.

## نیروی انتظامی

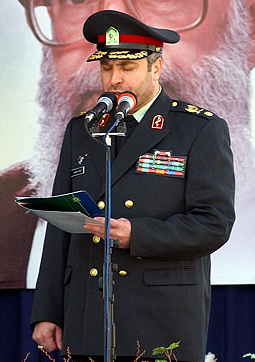
قالیباف در مراسم دانشجویان دانشگاه علوم انتظامی امین، سال ۱۳۸۳

در جریان اعتراضات دانشجویی ۱۸ تیر ۱۳۷۸، استعفای هدایت لطفیان، فرمانده وقت نیروی انتظامی، از خواسته‌های اصلی دانشجویان بود. یک سال پس از اعتراضات دانشجویی تیرماه ۱۳۷۸ لطفیان از مقام خود استعفا کرد و قالیباف در سال ۱۳۷۹ با حکم سید علی خامنه‌ای، فرماندهی نیروی انتظامی ایران را عهده‌دار شد. قالیباف دربارهٔ حوادث تیرماه ۱۳۷۸ می‌گوید آن روزها «اوج کمرنگی روابط پلیس و مردم، پلیس و دانشگاه بود.»
از جمله اقدام‌های وی می‌توان تجهیز نیرو به خودروهای روز دنیا مانند مرسدس بنز و تویوتا برای نیروهای عملیاتی نام برد. گرچه فرمانده بعدی پلیس نگهداری این خودروها را گران دانست و برای فروش آنان اقدام کرد. از دیگر اقدامات وی راه‌اندازی پلیس ۱۱۰، ایجاد دفاتر خدمات الکترونیک پلیس+۱۰، سامانه نظارتی ۱۹۷، و دانشکده‌های جدید پلیس است.

### سرکوب اعتراضات
در مناظره‌های انتخابات ریاست جمهوری سال ۱۳۹۲ هنگامی که بحث برخورد لباس شخصی‌ها با دانشجویان در ناآرامی‌های ۱۳۸۲ تهران و حادثه حمله به خوابگاه طرشت میان قالیباف و حسن روحانی مطرح شد، روحانی از قصد قالیباف برای سرکوب دانشجویان پرده برداشت و اظهار کرد:
«آقای قالیباف خیلی دلم نمی‌خواست بگویم اما شما مرا ناچار کردید، آنجا بحث این بود که شما می‌گفتید دانشجویان بیایند تا ما گاز انبری برنامه داریم تا کار را تمام کنیم.
ما می‌گفتیم راه این نیست که مجوز بدهیم بعد گاز انبری آنها را دستگیر کنیم، راه این است که از ابتدا به آنها بگوییم یا مجوز نیست یا اگر هست بیایند کار خودشان را انجام دهند، تظاهرات کنند و مبدأ و انتها نیز معلوم باشد.

از این بالاتر من راجع به چند کلانتری تهران به شما گزارش دادم و گفتم وضع این‌طور است، شما چه جوابی به من دادید؟ من نمی‌خواهم دیگر اینجا بازگو کنم،»
در ۲۵ اردیبهشت ۹۲ وب سایت «کلمه» گزارشی از فایل صوتی قالیباف افشا و منتشر کرد که در جلسه شورای امنیت کشور بعد از اعتراضات کوی دانشگاه ۱۳۷۸ و حمله شبه‌نظامیان به خوابگاه دانشجویان طرشت در سال ۱۳۸۲ حاضر شده و با تهدید و به تندی رو به اعضای جلسه مجوز ورود نیروهای انتظامی به دانشگاه‌ها و تیراندازی را می‌گیرد. وی در همان جلسه می‌گوید: «هرکس بخواهد بیاید توی کوی و این کارها را انجام بدهد، او به عنوان فرمانده ناجا، آنها را «له» خواهد کرد.»

### دستگیری روشنفکران و روزنامه‌نگاران
نیروی انتظامی در سال‌های ۱۳۸۱ و ۱۳۸۳ ده‌ها نفر از روشنفکران، روزنامه‌نگاران، فعالان سیاسی، مدیران سایت‌های خبری و وبلاگ‌نویسان نظیر آیدین آغداشلو، هوشنگ گلمکانی، نوشابه امیری، هوشنگ اسدی، معصومه سیحون، بهرام بیضایی، عباس کوشا، یونس شکرخواه، فرهاد بهبهانی، حنیف مزروعی، فرید مدرسی، کاوه گلستان، ناصر زرافشان و بهروز غریب‌پور را به اداره اماکن احضار کردو به بازجویی از ایشان پرداخت یا هفته‌ها آن‌ها را تحت بازداشت موقت زندانی نمود. برخی نیز همچون سیامک پورزند ماه‌ها در بازداشت بودند. پلیس بازداشتگاه ویژه‌ای در میدان جوانان تهران در اختیار قاضی مرتضوی قرار داد تا به بازجویی از دستگیرشدگان بپردازد. احمد مسجد جامعی وزیر فرهنگ و ارشاد اسلامی و کانون نویسندگان به این بازداشتها اعتراض کردند قالیباف چند هفته بعد از این بازداشت‌ها به رسانه‌ها اعلام کرد که این افراد یا علیه امنیت ملی اقدام نموده‌اند یا به ترویج ابتذال فرهنگی مشغول بوده‌اند و یک شبکه گسترده توزیع فیلم‌های مبتذل را تشکیل داده بودند که از آن‌ها بیش از سیزده هزار لوح فشرده مبتذل کشف شده است.
قالیباف در سال ۱۳۸۱ دربارهٔ دستگیری سیامک پورزند گفت: «پورزند یک‌سری فعالیت‌های ضد فرهنگی داشته که در چارچوب نظام اسلامی نبود و وی به واسطه ارتباطاتی که همسر سابق وی و دخترش با رضا پهلوی دارند، اطلاعات داخل کشور را در اختیار رضا پهلوی قرار می‌داده است، به‌طوری‌که موضوع با آقای خاتمی به عنوان رئیس شورای امنیت ملی مطرح شد.»
نیروی انتظامی در این سال‌ها به عنوان یکی از بازوهای دستگاه اطلاعات موازی از سوی اصلاح طلبان معرفی می‌گردید.

### طرح امنیت اخلاقی
قالیباف در مهرماه ۱۳۸۱ اعلام کرد طرح امنیت اخلاقی را تبیین خواهیم کرد و گفت: «نیروی انتظامی مکلف است همراه با نخبگان دیگر دستگاه‌ها، امنیت اخلاقی را توصیف و تبیین و الزامات آن را برای متخلفان از قانون اجرا کند. خواست و دستور مقام معظم رهبری، خواست عموم مردم است.»
او در سال ۱۳۸۳ دربارهٔ امنیت اخلاقی می‌گوید: «در بعضی اوقات در طرح مسئله بدحجابی شاید غلظت سیاسی آن از غلظت سوء اخلاقی آن بیشتر باشد و من می‌خواهم بگویم که بیاییم نگاهمان را بالاتر بگیریم و دقیقتر به موضوع نگاه کنیم و قبل از هرچیز باید مرز بین حجاب و بدحجابی را طبق آئین‌نامه ترسیم کنیم چرا که لازمه زندگی شهروندی است.»

### ستاد مبارزه با قاچاق کالا و ارز
قالیباف در سال ۱۳۸۳ به عنوان نماینده سید محمد خاتمی (رئیس‌جمهور وقت) و رئیس ستاد مبارزه با قاچاق کالا و ارز منصوب گردید. در دوره او ریاست او بر این ستاد دادگاه ویژه جرایم قاچاق کالا و ارز راه‌اندازی شد که پرونده‌هایی همچون فرودگاه پیام و قاچاق خودرو در این دادگاه بررسی شد و اقداماتی از جمله مبارزه با قاچاق سیگار و کشف چند اسکله که برای قاچاق کالا استفاده می‌شد، صورت گرفت.

## شهرداری تهران

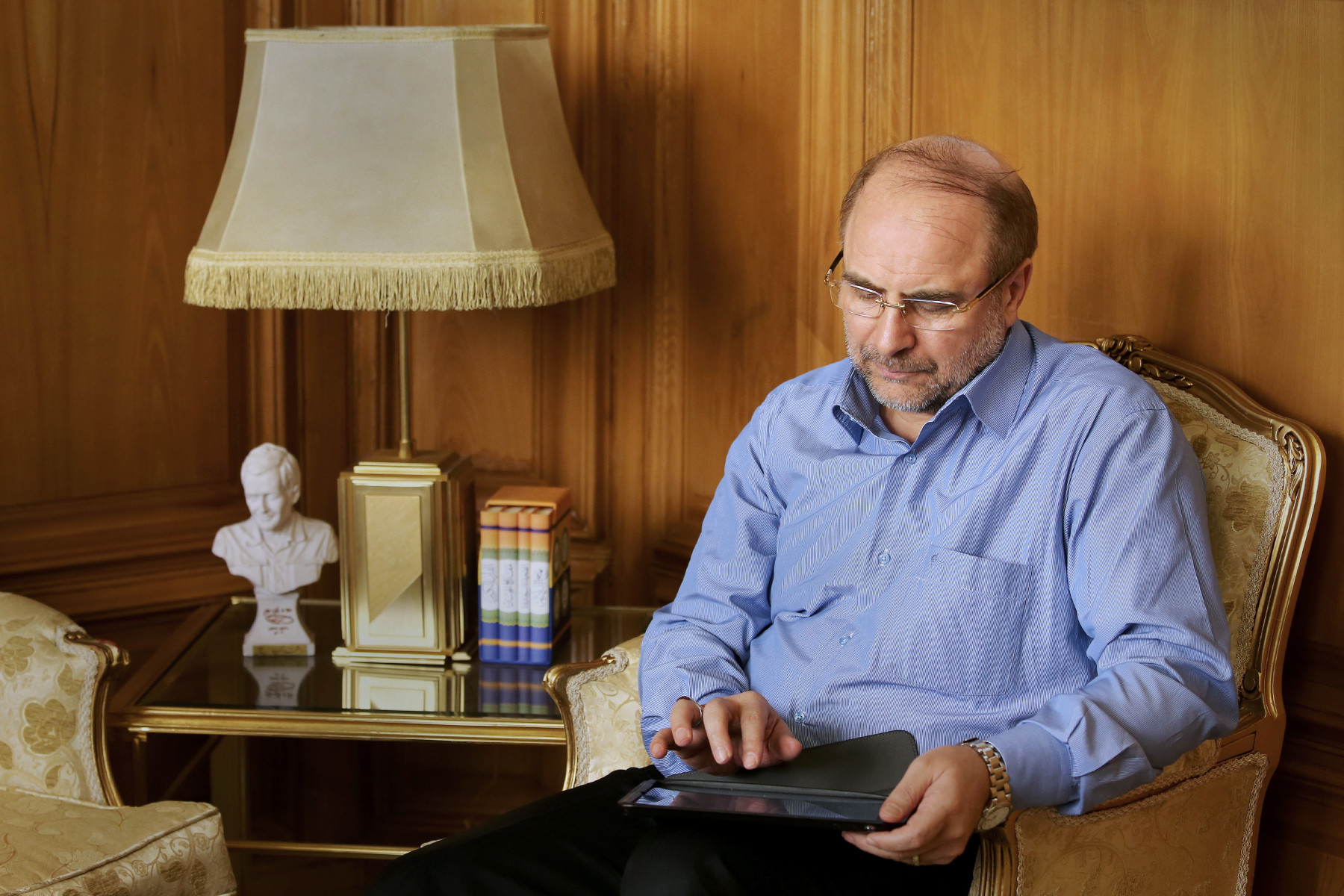
قالیباف در دفتر کارش در شهرداری تهران، اسفند ۱۳۹۳

پس از اینکه قالیباف در انتخابات ریاست‌جمهوری ۱۳۸۴ شکست خورد، به همراه محمد علی‌آبادی و محمدعلی نجفی به عنوان گزینه‌های تصدی شهرداری تهران پیشنهاد شد. در ۱۳ شهریور ۱۳۸۴، وی توسط شورای شهر تهران به عنوان شهردار تهران انتخاب شد تا جانشین محمود احمدی‌نژاد شود که پس از انتخاب به عنوان رئیس‌جمهور، این مقام را ترک کرده بود. وی ۸ رای از ۱۵ رای شورا را به دست آورد. او در سال‌های ۱۳۸۸ و ۱۳۹۲ هر دفعه برای ۴ سال توسط شورای شهر تهران در این مقام ابقا شد.
وی در سال ۱۳۸۷ برابر با سال ۲۰۰۸ میلادی از طرف سایت شهرداری‌های جهان به عنوان هشتمین شهردار برتر دنیا معرفی شد. سبک «مدیریت جهادی» یک شیوه مدیریت شهری در ایران بود، که توسط محمدباقر قالیباف، رقم خورد. قالیباف مدیریت شهری را «با عقل متصل به وحی نه عقل ابزاری و نه عقل پراگماتیستی» انجام می‌داد.
در کنار افتتاح پروژه‌های کلان عمرانی در تهران، احتمال وجود فساد مالی و شفاف نبودن ترازهای مالی این سازمان تردیدهای جدی در خصوص نحوه عملکرد قالیباف در این سازمان ایجاد کرده است. بعد از انتخابات شوراهای اسلامی شهر و روستا (۱۳۹۲) و ورود نفرات جدید به شورای شهر تهران، برخی از اعضای این شورا نسبت به نحوه کسب درآمد و هزینه‌های شهرداری تهران معترض شده و برخی فعالیت‌های مالی شهرداری را غیرقانونی دانسته و خواستار رسیدگی به نحوه حساب‌های مالی متعدد شهرداری تهران شدند. در انتصاب شهردار تهران در سال ۱۳۹۲ که توسط شورای شهر تهران انجام می‌شود، قالیباف به عنوان یکی از کاندیداهای اصول‌گرای پست شهرداری در رقابت با محمدرضا عارف، محسن هاشمی، محسن مهرعلیزاده و … قرار داشت؛ و عدم شفافیت مالی سازمان‌های تحت امر وی، عامل انتقاد از وی از جانب اعضای اصلاح‌طلب شورای جدید قرار گرفت؛ زیرا بر اساس بررسی‌های حسابرسی شورای شهر، در سال ۱۳۹۰، تنها ۳ سازمان از ۲۱ سازمان زیرمجموعه شهرداری تهران دارای عملکرد مالی قابل قبول بودند. در نهایت محمدباقر قالیباف و محسن هاشمی رفسنجانی به عنوان گزینه‌های نهایی شهرداری تهران برنامه‌های خود را ارائه کردند. در روز ۱۷ شهریور ۱۳۹۲ در جریان انتخاب شهردار توسط شورای شهر تهران، در دور اول رأی‌گیری قالیباف و محسن هاشمی هریک موفق به کسب ۱۵ رأی شدند و یک رأی سفید به صندوق انداخته شد. در دور دوم رأی‌گیری، سرانجام قالیباف با کسب ۱۶ رأی در مقابل ۱۴ رأی محسن هاشمی و یک رأی سفید برای سومین دوره چهارساله شهردار تهران شد. ظاهراً الهه راستگو که در دور اول رأی ممتنع داده بود در دور دوم به قالیباف رأی داد و حسین رضازاده که در دور اول به محسن هاشمی رأی داده بود در دور دوم رأی ممتنع داد. در پی انتخابات شوراهای اسلامی شهر و روستا (۱۳۹۶) و پیروزی تمامی ۲۱ نامزد لیست امید (فهرست اصلاح‌طلبان و اعتدالگرایان) در شورای شهر تهران، محمدعلی نجفی به عنوان شهردار تهران انتخاب شد و قالیباف در ۱ شهریور ۱۳۹۶ همزمان با تولد ۵۶ سالگی‌اش ریاست ۱۲ ساله خود را، که رکوردی از نظر طول مدت تصدی بر این نهاد به حساب می‌آید، به پایان رساند.

### حادثه پلاسکو

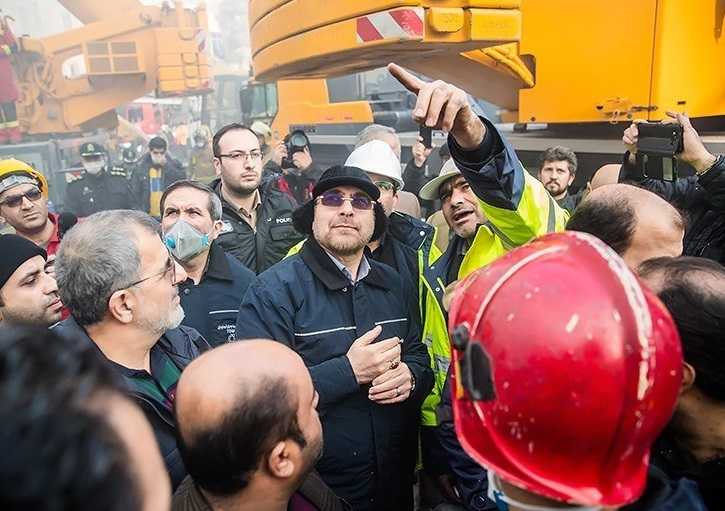
قالیباف در مقام شهردار تهران در حال بازدید پس از آتش‌سوزی و ریزش ساختمان پلاسکو

صبح روز پنجشنبه ۳۰ دی ۱۳۹۵ در چهارراه استانبول واقع در مرکز تهران، در ساختمان پلاسکو آتش‌سوزی گسترده‌ای رخ داد که در پی آن به‌طور کامل فروریخت. با وقوع آتش‌سوزی تلاش آتش‌نشانان برای مهار آتش موجب مرگ شماری از آنان شد. پس از این حادثه شهرداری تهران و در رأس آن قالیباف به «قصور» در این حادثه متهم شد. «ناتوانی در مدیریت بحران»، «اختصاص نیافتن بودجه به آتش‌نشانی»، «دادن تنها یک اخطار به ساختمان پلاسکو» و «آوار برداری سطحی به جای زنده یابی» تنها بخشی از انتقادهای گسترده از عملکرد شهرداری تهران در حادثه پلاسکو است. محسن سرخو با اشاره به این حادثه مدیریت بحران در شهر تهران را در حد «صفر» ارزیابی کرده است.

قالیباف در ۱۳ بهمن ماه گزارشی را در نشست صحن علنی مجلس دربارهٔ حادثه ارائه کرد و از عملکرد شهرداری در این حادثه دفاع کرد. او در این نشست گفت: «نیروهای آتش‌نشانی در کمتر از دو و نیم دقیقه پس از اعلام آتش‌سوزی به محل ساختمان پلاسکو رسیدند و ما مشکل تجهیزات نداشتیم و امکانات به حد کفایت وجود داشت.» این بخش از سخنان شهردار تهران با فریادهای غلامعلی جعفرزاده ایمن‌آبادی، نماینده رشت قطع شد که او را به دروغ‌گویی دربارهٔ زمان رسیدن نیروهای آتش‌نشانی به محل حادثه متهم کرد. عبدالرضا رحمانی فضلی، وزیر کشور نیز بعد از سانحه پلاسکو گفته بود: «آتش‌نشانی ۵ دقیقه بعد از حریق پلاسکو آمد و به خاطر کمبود امکانات رفت و ۱۵ دقیقه بعد برگشت.» دربارهٔ کمبود و نقص تجهیزات نیز در روزهای گذشته گزارش‌هایی فراوانی از شاهدان عینی، مأموران آتش‌نشانی و شماری از کارشناسان منتشر شد که نادرستی گفته‌های قالیباف را نشان می‌دهد.

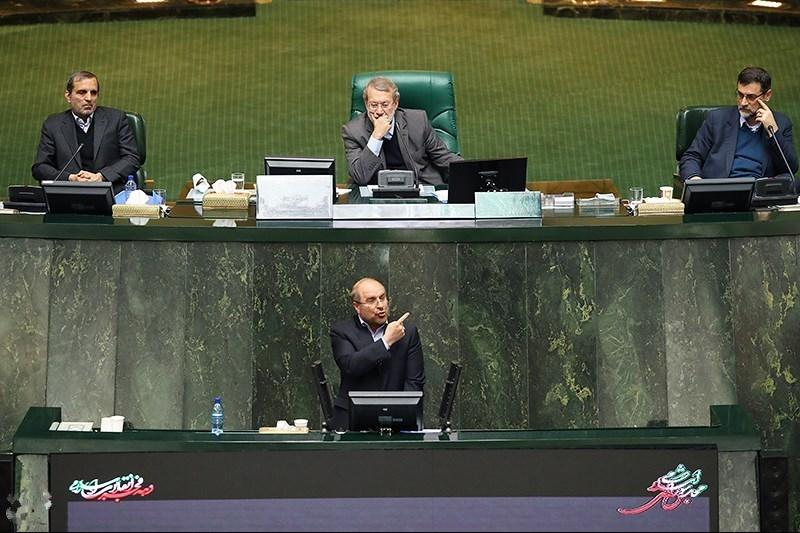
قالیباف در حال ارائهٔ گزارش حادثه پلاسکو در مجلس شورای اسلامی

جلسه قالیباف در ۱۷ بهمن در شورای شهر تهران برای بررسی حادثه هم با انتقاد شدید اعضای شورا همراه بود. او به دلیل «ناکارآمدی در مدیریت بحران از مردم عذرخواهی» کرد و تأکید کرد که قضاوت و داوری حادثه پلاسکو بر عهده دستگاه قضایی است.

### فساد مالی
فساد در ایران

#### رسوایی واگذاری املاک شهرداری
در شهریور ۱۳۹۵ روزنامه شرق خبر از واگذاری املاک شهرداری با تخفیف بالا به بعضی از مدیران شهری داد و سپس سایت معماری نیوز متن نامه سازمان بازرسی کل کشور را منتشر ساخت که در آن نام و جزئیات میزان تخفیف ارائه شده به ده‌ها نفر و چندین تعاونی توسط شهرداری افشا شد. در نتیجه این گزارش سردبیر سایت معماری نیوز با شکایت قالیباف و چمران، زندانی شد. ادعاهای تخلف منتشر شده «واگذاری و فروش املاک و اراضی با کاربری مسکونی، تجاری، اداری و خدماتی متعلق به اموال عمومی شهرداری تهران با بیش از صد هزار مترمربع به مدیران، معاونان، اعضای شورا و تعدادی از افراد حقیقی را تخلف دانسته است. براین اساس تأکید شده است که اعمال تخفیف‌های ۵۰ درصد قیمت‌های کارشناسی و ارزیابی غیرواقعی املاک یا چند تعاونی به افرادی خارج از شهرداری با قیمت میانگین هر مترمربع دومیلیون تومان، تضییع اموال عمومی شهرداری تهران تا بیش از دوهزار و ۲۰۰ میلیارد تومان بوده است.»
همچنین محمدعلی نجفی شهردار سابق تهران از واگذاری بخشی از زمین‌های منطقه عباس‌آباد تهران به یک نهاد نظامی خبر داد و گفته است چون قرارداد قبلاً بسته شده، نمی‌توان از نظر حقوقی مانع واگذاری این زمین‌ها شد. او گفت که از مجموع املاک شهرداری، بیش از ۶۷۰ ملک غالباً به صورت سلیقه‌ای به اشخاص و نهادها واگذار شده است. نجفی که جمع‌بندی گزارش تحقیق و تفحص از عمل‌کرد شهرداری قبلی، محمدباقر قالیباف را ارائه می‌داد، گفت بعضی از موارد را که محرمانه است به‌طور جداگانه به اعضای شورای شهر گزارش خواهد کرد. محمدباقر قالیباف، پیش‌تر هم از سوی اعضای شورای شهر به فساد مالی در این نهاد متهم شده بود.
در جریان افشای بخشی از تخلفات در دوره مدیریت قالیباف توسط یاشار سلطانی، روزنامه‌نگار و از منتقدان قالیباف و به زندان افتادن او، بعدها دادستان کل تأیید کرد که «خارج از ضابطه قانونی» ۴۵ نفر از شهرداری ملک گرفته‌اند ولی فساد سازمان‌یافته نبوده است.

#### دو هزار مورد تخلف در واگذاری
محمود میرلوحی، عضو شورای شهر تهران، در گفتگویی با روزنامه اعتماد تأکید کرد که در گزارش اولیه مربوط به این املاک بحث واگذاری ۶۷۴ ملک به صورت غیرقانونی مطرح شد ولی با پیگیری‌های بعدی به بیش از ۲۰۰۰ ملک رسید و پرونده املاک نجومی کماکان باز است. بر اساس اظهارات این عضو شورای شهر، قرار است پیروز حناچی، شهردار تهران، به‌زودی دربارهٔ پشت پرده مربوط به واگذاری ۴۱ ملک از مجموعه املاک نجومی صحبت کند.

میرلوحی گفته است که در جریان واگذاری این بخش از املاک نجومی، علاوه بر مدیران سابق شهرداری تهران، برخی از اعضای سابق شورای شهر نیز نقش داشته‌اند. میرلوحی در مصاحبه با روزنامه اعتماد اظهار کرد که پرونده املاک نجومی در قوه قضاییه «سر به نیست» شده است.

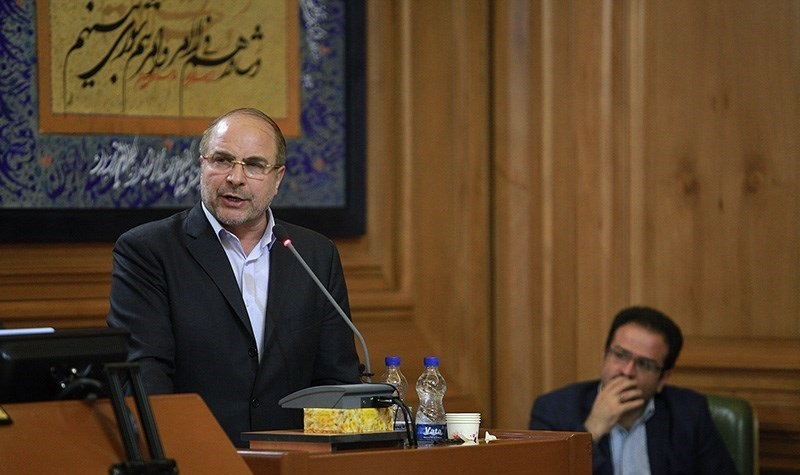
قالیباف در حال سخنرانی در شورای اسلامی شهر تهران، ۲۶ شهریور ۱۳۹۵

#### بازپس‌گیری برخی املاک از سپاه
همچنین او در گفتگو با روزنامه اعتماد خبر داد که در طول دو هفته گذشته تعدادی از ملک‌های شهرداری که در قالب پرونده املاک نجومی، «بدون حساب به رسا تجارت واگذار شده بود»، پس گرفته شده است. شرکت رسا تجارت مبین وابسته به بنیاد تعاون سپاه است و در سال‌های اخیر دربارهٔ یک پرونده مالی با شهرداری تهران نام آن مطرح شد. به گفته اعضای شورای شهر تهران، این شرکت وابسته به سپاه در مجموع قراردادهای خود با شهرداری چهار هزار میلیارد تومان به شهرداری بدهکار شده و آن را پس نداده است.

#### تخلف‌های مالی در سال ۹۳
در این گزارش از تخلفات گسترده شهرداری تهران در سال ۹۳ به موارد زیر اشاره شده است: «پرداخت ۶۰ میلیارد تومان کمک و همچنین اعطای زمین‌هایی به مساحت هفتاد هزار متر، هفت‌هزار متر و سه‌هزار متر به خیریه امام رضا متعلق به همسر قالیباف»، «۴۷ فقره حساب بانکی مخفی»، «بدهکاری ۲۲۹ میلیارد و ۷۰۰ میلیون تومانی قوه قضائیه به شهرداری و عدم پرداخت آن»، «طلب ۴۹۷ میلیارد تومانی شهرداری از بنیاد تعاون سپاه» و «خرید و فروش ایستگاه مترو» می‌شود.

#### اتهام انعقاد قرارداد صوری برای استفاده در تبلیغات انتخابات
محمدعلی نجفی در ۲۵ دی ۱۳۹۶ گفت: «محمدباقر قالیباف، شهردار پیشین تهران و نامزد دوازدهمین دوره انتخابات ریاست جمهوری، با همدستی نیروی انتظامی دو قرارداد مجموعاً یک میلیارد و ۴۳۰ میلیون تومان (۳۶۶ هزار دلار با احتساب ارزش دلار ۳۹۰۰ تومانی در سال ۱۳۹۶) ارزش امضا کرده است. در بررسی‌های بیشتر متوجه شدیم که درست است این مبلغ به حساب شرکت مذکور واریز شده اما تنها ۱۷۳ میلیون تومان را به این شرکت داده و مابقی را به یک حساب دیگر که متعلق به رئیس دفتر یکی از معاونین قبلی شهرداری بوده واریز کردند و این پول نیز خرج انتخابات شده است. این در حالیست که فرد طرف حساب در شرکت زیرمجموعه نیروی انتظامی به صورت مکتوب اقرار کرده که از ۱۷۳ میلیون تنها ۲۰ میلیون به خودش تعلق گرفته و مابقی سهم دیگران بوده است.»

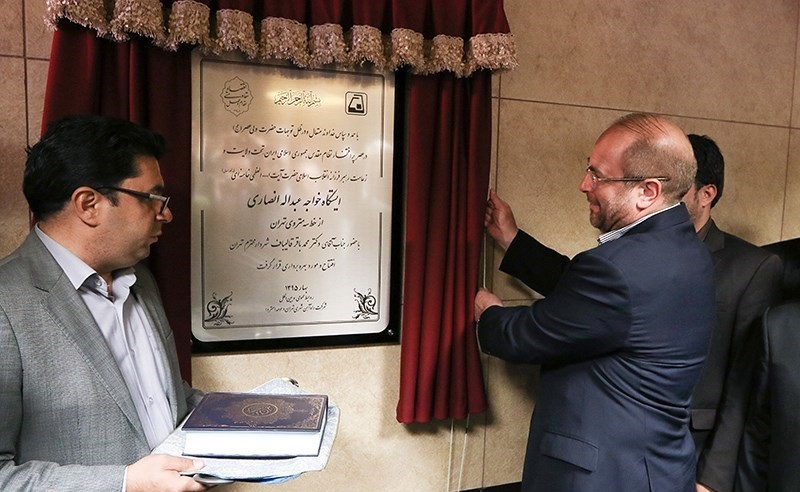
قالیباف در مراسم افتتاح ایستگاه متروی خواجه عبدالله انصاری، ۱۷ خرداد ۱۳۹۵

#### پرداخت رشوه ۶۵ میلیارد تومانی برای جلوگیری از تحقیق و تفحص
برخی نمایندگان مجلس، در ۲۵ اسفند ۱۳۹۵ طرح تحقیق و تفحص از شهرداری تهران را به اجرا گذاشتند که در نهایت نتوانست رای لازم را بیاورد. سپس قالیباف از نمایندگان مجلس بخاطر رد تحقیق و تفحص از شهرداری تشکر کرد. مصطفی میرسلیم، نماینده تهران روز دوشنبه ۳۰ تیر سال ۱۳۹۹ اعلام کرد، در سال ۹۵ تحقیق و تفحصی قرار بود با محوریت بررسی عملکرد شهرداری تهران در زمان حضور قالیباف در شهرداری انجام شود ولی با رای مخالف نمایندگان مجلس متوقف شد، و موضوع رشوه ۶۵ میلیارد تومانی، برای توقف این تحقیق و تفحص بوده است. قبل از این تاریخ میرسلیم گفته بود این رشوه به رئیس یک کمیسیون مجلس پرداخت شده است. وی اسناد این رشوه ۶۵ میلیارد تومانی را به دستگاه قضایی تحویل داده است.

#### پرونده عیسی شریفی
در تمام مدت ۱۲ ساله مدیریت قالیباف در شهرداری، عیسی شریفی از نزدیک‌ترین افراد به وی، به مدت ۱۰ سال قائم‌مقام و معاون او در شهرداری تهران بوده است. وی همچنین دو بار زمانی که محمدباقر قالیباف برای ریاست‌جمهوری نامزد شد، سرپرستی شهرداری تهران را برعهده گرفته بود. پس از تغییر اعضای شورای شهر تهران، با شروع صحبت‌ها از فساد در شهرداری تهران، شریفی از کشور خارج شد و پس از ورود به کشور به دلیل پرونده «فساد سنگین مالی» در زمان مدیریت شهری خود بازداشت شد.

#### کارنامه دوره مدیریت در شهرداری[۹۷]
خبرگزاری بی‌بی‌سی طی گزارش خلاصه‌ای از دوره مدیریت محمدباقر قالیباف:
- برداشت یک میلیارد و ۲۵۰ میلیون تومان برای انتخابات با امضای دو قرارداد
- در پروژه‌ای که فساد مالی داشته، سرمایه‌گذاری اموال صندوق ذخیرهٔ کارمندان شهرداری
- افزایش نشست زمین به دلیل برداشت زیاد از چاه‌های آب تهران
- بدهی حدود ۵۰ هزار میلیارد تومانی شهرداری ۳ برابر بودجهٔ فعلی
- استخدام ۱۳ هزار نفر در آستانهٔ انتخابات ریاست‌جمهوری[۹۷]

## انتخابات ریاست‌جمهوری و مجلس شورای اسلامی

### انتخابات ریاست‌جمهوری ۱۳۸۴

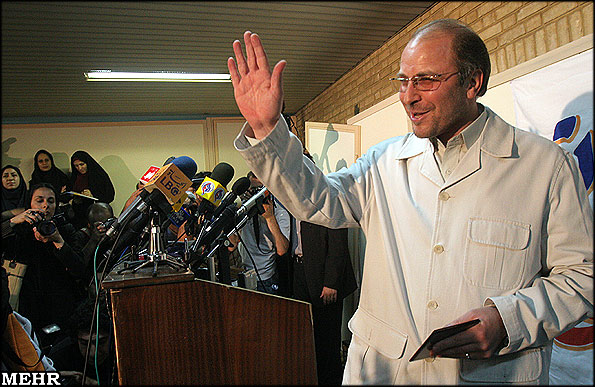
قالیباف در وزارت کشور پس از ثبت نام، ۲۳ اردیبهشت ۱۳۸۴

محمدباقر قالیباف در سال ۱۳۸۴ در نهمین دوره انتخابات ریاست جمهوری ایران وارد صحنه انتخابات شد و در اولین تجربهٔ انتخاباتی خود با کسب ۴٫۰۷ میلیون رأی که پس از علی اکبر هاشمی رفسنجانی، محمود احمدی‌نژاد و مهدی کروبی، بالاتر از چهره‌هایی چون مصطفی معین، علی لاریجانی و محسن مهرعلیزاده قرار گرفت.
پس از انتخابات نهم ریاست جمهوری، علی اکبر هاشمی رفسنجانی طی نامه‌ای به وزیر کشور وقت برخی فرماندهان نیروی انتظامی را متهم ساخت که به نفع قالیباف در انتخابات مداخله داشته‌اند. این نامه با واکنش و پیگیری مواجه نشد.

### انتخابات ریاست‌جمهوری ۱۳۸۸
محمدباقر قالیباف پیش از انتخابات ریاست جمهوری ایران ۱۳۸۸ گفت: «با جمع‌بندی شرایط موجود فعلاً داوطلب دهمین دوره انتخابات ریاست جمهوری نیستم.» او در فروردین ۱۳۸۸ از احتمال حضور خود در انتخابات سخن گفت اما در انتخابات ریاست جمهوری ایران (۱۳۸۸) نامزد نشد.

#### مواجهه با اعتراضات مردم در سال ۸۸
محمدباقر قالیباف در اسفند ماه ۱۳۸۸ در حکمی عزیزالله رجب‌زاده فرمانده نیروی انتظامی تهران و از متهمان حوادث بازداشتگاه کهریزک و حمله به کوی دانشگاه تهران (۲۵ خرداد ۱۳۸۸) را به سمت رئیس سازمان پیشگیری و مدیریت بحران شهر تهران منصوب کرد.
وی پس از اعتراضات ۲۵ بهمن ۱۳۸۹، ضمن محکوم کردن راهپیمایی اعتراضی مردم، آن را یک حادثه شیطانی نامید. او همچنین گفت «مسببان این اتفاقات و علی‌الخصوص سران فتنه نه بلوغ سیاسی دارند نه دین دارند و نه عقل؛ و از منظر ملت شریف ایران، گناه عملکرد آنان مشابه و مترادف کسانی است که هم‌اکنون ما آن‌ها را به نام منافقین می‌شناسیم.»
وی در سخنرانی ۹ دی ۱۳۹۱ دربارهٔ احتمال حضور سران جنبش سبز در انتخابات ریاست جمهوری ۱۳۹۲ گفت: سران فتنه در انتخابات ۸۸، مجرم هستند و غلط است بگوییم که آن‌ها با عذرخواهی می‌توانند برگردند. او که به جریان اصولگرا وابسته است، از معترضان سال ۸۸ به عنوان «براندازان فتنه‌گر» نام برد که «اقلیتی کوچک بوده و هستند که همواره از سوی ملت ایران و جریان‌های سیاسی درون نظام حذف و طرد شده‌اند.»
این اظهارنظرهای قالیباف با واکنش مهدی کروبی روبرو شد.

### انتخابات ریاست‌جمهوری ۱۳۹۲

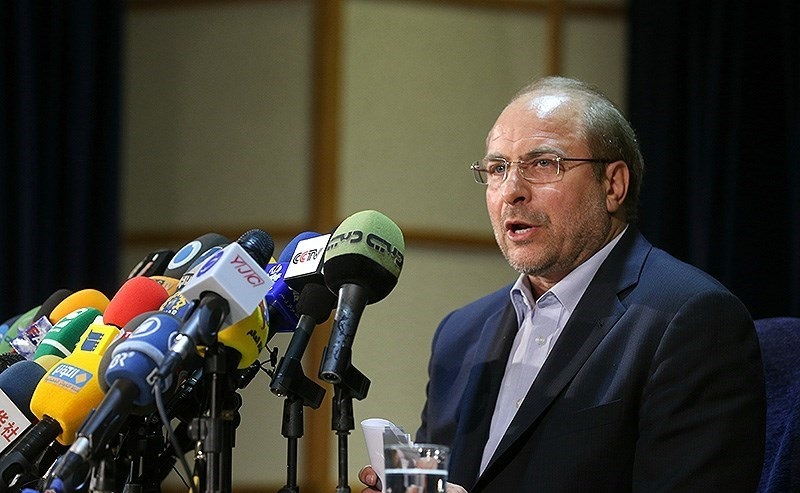
قالیباف نامزدی خود در انتخابات ریاست‌جمهوری ۱۳۹۲ را به صورت رسمی اعلام می‌کند.

محمدباقر قالیباف در تاریخ ۲۱ اردیبهشت ۱۳۹۲ در انتخابات ریاست‌جمهوری ثبت نام کرد. وی در سخنان خود گفت: «پای دو چیز ایستاده‌ام که به‌طور جدی به آن‌ها توجه کنم؛ نخست اجرای قانون اساسی و دوم حفظ حرمت محکومان و زندانیان.»
صلاحیت وی روز ۳۱ اردیبهشت ۱۳۹۲ از سوی شورای نگهبان برای نامزدی یازدهمین دوره انتخابات ریاست جمهوری تأیید شد. وی در این رقابت با کسب بیش از شش میلیون رأی، رتبه دوم را به دست آورد. حسن روحانی برنده این انتخابات، بیش از هجده میلیون رأی به دست آورد.
وی پس از عدم موفقیت در انتخابات ریاست‌جمهوری، از روز ۲۶ خرداد ۱۳۹۲ به محل کارش بازگشت و مشغول فعالیت‌های خود در حوزه شهرداری تهران شد.

### انتخابات ریاست‌جمهوری ۱۳۹۶

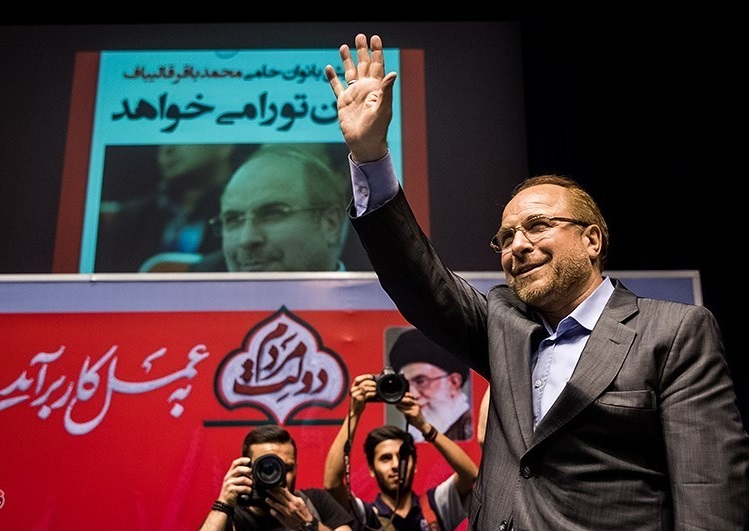
قالیباف در همایش بانوان حامی محمدباقر قالیباف، ۲۴ اردیبهشت ۱۳۹۶. شعار کارزار انتخاباتی او به عمل کار برآید و رنگ انتخاباتی‌اش قرمز بود

قالیباف از جمله نامزدهای انتخابات ریاست‌جمهوری ایران (۱۳۹۶) بود؛ ولی افشاگری‌ها دربارهٔ پرونده‌های زمین‌خواری، پرونده واگذاری املاک با تخفیف‌های کلان و همچنین حمایت‌های مالی قابل توجه از مؤسسه خیریه همسرش، به اعتبار قالیباف ضربه‌های شدیدی وارد کرد. برخی معتقدند او احتمالاً بهترین راه را در شرایط فعلی این بداند که با فرار به جلو خود را در مقام کاندیدای ریاست‌جمهوری معرفی کند و بتواند اصولگرایان را که هیچ چهره‌ای که رقیبی جدی برای حسن روحانی باشد در اختیار ندارند با خود همراه سازد. منع احمدی‌نژاد از کاندیداتوری برای انتخابات توسط خامنه‌ای احتمالاً فرصت خوبی برای قالیباف ایجاد خواهد کرد تا او در قد و قواره‌ای بالاتر از سایر کاندیداهای احتمالی اصولگرا ظاهر شود. او در سال ۱۳۸۴ پوسترهای خود را در لباس خلبانی در خیابان‌ها و معابر نصب کرده بود و در انتخابات سال ۹۲ هم کت و شلوارهای شیک را برای حضور در مجامع انتخاباتی ترجیح می‌داد. او لباس‌های ساده به سبک مدیران کلاسیک جمهوری اسلامی به تن می‌کرد و رسانه‌های هوادار او درصدد بودند تا او را در تصویر یک «مدیر جهادی» ساده زیست نشان دهند. بنا به پیش‌بینی مهدی تاجیک که توسط بی‌بی‌سی منتشر شده است، او در صورت کاندیداتوری در انتخابات ریاست‌جمهوری با گفتمانی عاریه‌ای به میدان خواهد آمد و تاکتیک احمدی‌نژاد را برای کسب رأی به کار خواهد برد.
قالیباف پس از ثبت‌نام در انتخابات ریاست‌جمهوری در ۲۶ فروردین ماه ۱۳۹۶ ضمن بیانیه‌ای دولت خود را «دولت مردم» نامید و ۴ وعده به مردم داد. او ادعا کرد که در یک دوره چهار ساله با انقلابی اقتصادی درآمد کشور را دو و نیم برابر افزایش خواهد داد، ۵ میلیون شغل ایجاد خواهد نمود و نظام مالیاتی را به نفع ۹۶ درصد مردم تغییر خواهد داد و او وعده داد برنامه‌ای مدون و دقیق برای حل مشکلات فوری قشرهای کم درآمد اجرا کند.
هر چهار وعده از نگاه اقتصاددانان پوپولیستی است. چون همه می‌دانند این وعده‌ها با ظرفیت اقتصاد ایران با درآمدهای نفتی که محدود است و قیمت‌هایی جهانی که نوسان دارد، قابل اجرا نیست.

پس از این اظهارنظر، اقتصاددانان فراوانی شروع به ایراد گرفتن از این جمله کردند. یکی از اولین واکنش‌ها به وعده‌های انتخاباتی قالیباف از سوی دکتر حامد قدوسی دکترای فاینانس در مدرسه تحصیلات تکمیلی فاینانس وین (VGSF) ارائه شد. حامد قدوسی، استادیار اقتصاد مالی دانشگاه استیونز نیویورک بیان کرد که اگر با اغماض بخواهیم ادعای قالیباف را بررسی کنیم و فرض بگیریم جای ۲٫۵ برابر کردن، ایشان بخواهد تولید ناخالص داخلی را ۲ برابر کند، طبق قاعده مذکور، باید رشد اقتصادی کشور طی ۴ سال متوالی به‌طور متوسط بالای ۱۸ درصد باشد درحالی‌که این مقدار در دولت احمدی‌نژاد به رقمی منفی و در دولت روحانی، در ۶ ماهه اول سال ۹۶ و با استناد به گزارش مرکز آمار ایران این مقدار ۶٫۴ درصد بوده است. بالاترین نرخ رشد اقتصادی ایران در ۴ دهه گذشته مربوط به اولین سال پس از اتمام جنگ است که ۱۴ درصد بود ولی پایدار نماند. 

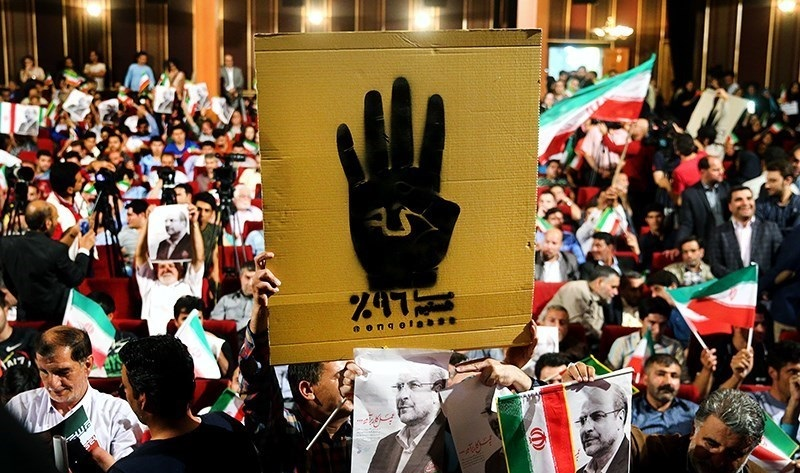
استفاده حامیان قالیباف از نماد رابعه پس از اشاره قالیباف به ۴ درصدی‌ها

 بگفته قدوسی طبق تخمین‌های موجود، سهم «ارتقاء بهره‌وری» از رشد اقتصادی در چهار دهه گذشته «تقریباً صفر» بوده است و در بهترین حالت شاید بتوان سهم این عامل در رشد را به ۲ درصد رساند. می‌ماند ۱۶ درصد دیگر که باید از طریق تشکیل سرمایه و افزایش عرضه نیروی کار تأمین شود. نیروی کار هم که بیکاری بالایی دارد و به نظر نمی‌رسد ظرفیت چندانی برای «عرضه جدید نیروی ماهر» در کشور باشد که استفاده نشده باشد.
پس از این انتقادات، قالیباف در روز ۳۰ فروردین ۹۶ در مصاحبه‌ای با خبرگزاری تسنیم، در جواب به این شبهات اعلام کرد که: «اگر نمی‌توانستم درآمد کشور را ۲٫۵ برابر کنم اصلاً کاندیدا نمی‌شدم»، در ادامه هم افزود که «مهم‌ترین برنامه من برای دولت آینده «انقلاب اقتصادی» در راستای تحقق برابری اجتماعی است».
در تاریخ ۳۱ فروردین ۱۳۹۶ صلاحیت محمدباقر قالیباف نزد شورای نگهبان احراز شد.

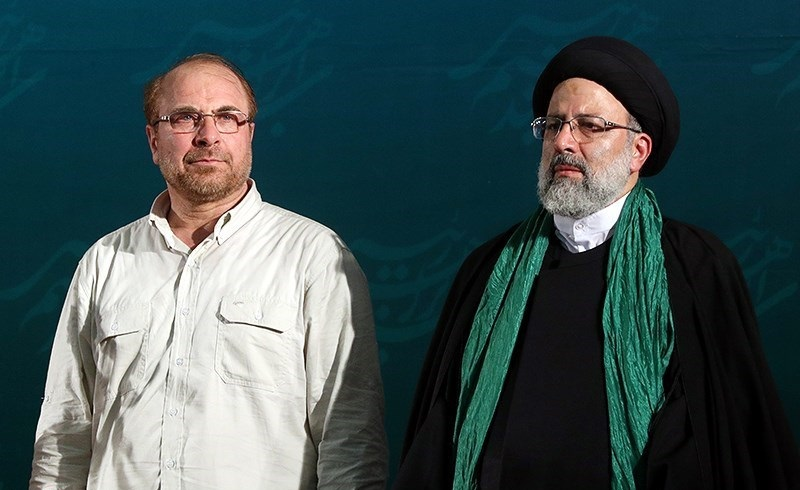
قالیباف به همراه سید ابراهیم رئیسی در مصلای تهران در ۲۶ اردیبهشت ۱۳۹۶، یک روز پس از انصرافش به نفع رئیسی

قالیباف در این دوره با رویکردی متفاوت از دو دوره پیشین، در تبلیغات قشرهای فقیر و مستضعف جامعه را هدف قرار داد و با تقسیم جامعه به دو گروه ۴ درصدی و ۹۶ درصدی مدعی حمایت از اکثریت محروم جامعه در مقابل ۴ درصدی‌های رانت خوار و برخوردار جامعه شد. وی در مناظره‌های انتخاباتی بسیار تهاجمی ظاهر شد و در موارد متعدد اقدام به افشاگری‌هایی علیه حسن روحانی و اسحاق جهانگیری از کاندیداهای رقیب خود پرداخت. وی سرانجام در ۲۵ اردیبهشت ۱۳۹۶ با توجه به روند نزولی خود در نظرسنجی‌های انتخاباتی با صدور بیانیه‌ای در حمایت از سید ابراهیم رئیسی از نامزدی ریاست‌جمهوری انصراف داد.

### یازدهمین دوره مجلس شورای اسلامی
در ۲۸ بهمن ۱۳۹۸ نشست هم‌اندیشی مجلس و اقتصاد دانش‌بنیان با حضور محمدباقر قالیباف، نایب‌رئیس کمیسیون اقتصادی مجمع تشخیص مصلحت نظام، سیدمحسن دهنوی، عضو هیئت علمی دانشگاه شهید بهشتی، و مجتبی توانگر در ایستگاه نوآوری شریف برگزار شد. وی در این نشست و در جریان تبلیغات انتخاباتی مجلس مدعی شد با انتقال مجموعه فرودگاه مهرآباد به فرودگاه امام یا کل ایستگاه راه‌آهن تهران به حرم سید روح‌الله خمینی، می‌توان زمین‌هایی در تهران برای ایجاد اشتغال در اختیار حوزه کسب و کارهای اینترنتی قرار داد. وی همچنین به نبود «قانون حمایت از افراد و سازمان‌هایی که افشاگری می‌کنند» و به خطر افتادن امنیت روانی و حیثیت این افراد اشاره نمود. وی در انتهای اظهاراتش مدعی به پرداخت هر هزینه‌ای برای ایجاد فرصت‌های مناسب برای جوانان شد.
محمدباقر قالیباف توانست در یازدهمین انتخابات مجلس شورای اسلامی با کسب یک میلیون و ۲۶۵ هزار و ۲۸۷ رأی، به عنوان نفر اول از حوزه انتخابیه تهران، ری، شمیرانات، اسلامشهر و پردیس از استان تهران انتخاب گردد. میزان مشارکت مردم تهران در این دوره از انتخابات مجلس ۲۵/۴ درصد عنوان شد.

### دوازدهمین دوره مجلس شورای اسلامی
محمدباقر قالیباف توانست در دوازدهمین انتخابات مجلس شورای اسلامی با کسب ۴۴۷ هزار و ۹۰۵ رأی، به عنوان نفر چهارم از حوزه انتخابیه تهران، ری، شمیرانات، اسلامشهر و پردیس از استان تهران انتخاب گردد.

### انتخابات ریاست‌جمهوری ۱۴۰۳
وی با سمت رئیس مجلس شورای اسلامی در روز دوشنبه ۱۴ خرداد ۱۴۰۳ با حضور در وزارت کشور برای انتخابات ریاست‌جمهوری دوره چهاردهم ثبت‌نام کرد و در ۲۰ خرداد صلاحیت وی توسط شورای نگهبان احراز شد. علی نیکزاد در ۲۱ خرداد و در جریان انتخابات ریاست‌جمهوری سال ۱۴۰۳ به‌عنوان رئیس ستاد انتخاباتی قالیباف منصوب شد. وی در این رقابت با کسب بیش از ۳ میلیون رأی، رتبه سوم را به دست آورد.

## مجلس شورای اسلامی

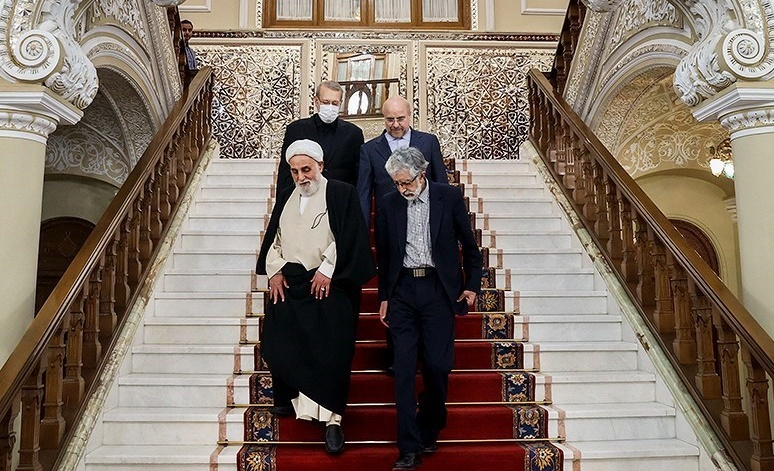
قالیباف در افطار رمضان سال ۱۴۰۲ هنگام میزبانی از رؤسای پیشین مجلس شورای اسلامی، ناطق نوری، حداد عادل و علی لاریجانی

محمدباقر قالیباف، صبح روز پنجشنبه، ۸ خرداد ۱۳۹۹ با کسب ۲۳۰ رأی از ۲۶۴ رأی مأخوذه به ریاست دائم سال اول مجلس یازدهم رسید. در رأی‌گیری هیئت رئیسه مجلس، امیرحسین قاضی زاده هاشمی و علی نیکزاد هم به ترتیب با ۲۰۸ و ۱۹۶ رأی به عنوان نایب‌رئیس اول و دوم انتخاب شدند. علاوه بر قالیباف، فریدون عباسی و مصطفی آقامیرسلیم برای پست ریاست مجلس نامزد شده بودند که به ترتیب با کسب ۱۷ و ۱۲ رأی از رسیدن به کرسی ریاست پارلمان ناکام ماندند. قالیباف شب قبلش نیز در جلسه فراکسیون اکثریت مجلس توانسته بود رأی اول را کسب کند. حمیدرضا حاجی بابایی نماینده همدان در مجلس نیز صبح روز رأی‌گیری از نامزدی برای ریاست مجلس یازدهم انصراف داده بود.

### ابلاغ قانون راهبردی
در آذر ۱۳۹۹، مجلس به ریاست قالیباف قانون «اقدام راهبردی برای لغو تحریم‌ها و صیانت از حقوق ملت ایران» را تصویب کرد که بر اساس آن دولت موظف شد اجرای داوطلبانه پروتکل الحاقی را ظرف دو ماه متوقف کند. دولت رئیس‌جمهور وقت حسن روحانی با این قانون مخالف بود و آن را سنگ اندازی برای برداشتن تحریم‌ها خواند. با پایان مهلت قانونی حسن روحانی برای ابلاغ این مصوبه، قالیباف خود آن را به دستگاه‌های اجرایی ابلاغ کرد.

### عدم موفقیت در دیدار با رئیس‌جمهور روسیه
روز یکشنبه ۱۹ بهمن ۱۳۹۹، محمدباقر قالیباف، رئیس مجلس شورای اسلامی طی سفر به مسکو قرار بود با ولادیمیر پوتین، رئیس‌جمهور روسیه دیدار کند. در رسانه‌های جمهوری اسلامی ایران گفته شد او حامل نامه کتبی آیت‌الله علی خامنه‌ای، رهبر جمهوری اسلامی، به رئیس‌جمهور روسیه است. اما گزارش‌هایی در رسانه‌های دولتی ایران منتشر شد که چون قالیباف پروتکل‌های بهداشتی دیدار با پوتین را نپذیرفته، رئیس‌جمهوری روسیه، یک نماینده برای دریافت پیام رهبر جمهوری اسلامی معرفی کرده؛ ادعایی که با تشکیک‌هایی همراه شد.

## دیدگاه‌های سیاسی
برخی برای قالیباف دیدگاه‌های تکنوکراسی قائل هستند ولی قالیباف و یارانش پس از حمله لفظی سید علی خامنه‌ای در ابتدای سال ۱۳۹۲ در مشهد به گروهی که آن‌ها را تکنوکرات نامیده بود، به شدت در انکار تکنوکرات بودن خود کوشش کردند. برخی از آن‌ها از این دیدگاه‌های وی به عنوان ضربه‌ای که «مدیریت پیمانکاری» به عرصهٔ فرهنگ خواهد زد یاد کرده‌اند.
قالیباف که تکنوکراتی میانه‌رو است که برای حفظ و ماندگاری‌اش در جریان اصول گرایی، سیاست مرزبندی با اصلاح طلبان را در پیش گرفته؛ همراه با «موج‌های دلواپسانه» حرکت می‌کند تا «وجهه سیاسی» اش را در میان اصولگرایان تقویت کند. حتی اگر به آن اعتقاد چندانی نداشته باشد.
محمدباقر قالیباف نظریه «نو اصولگرایی» را در عرصه سیاست ایران مطرح کرده است. او در اواخر تیر ۱۳۹۶ در نامه‌ای با اشاره به اینکه به این باور رسیدم که «تغییر اساسی در نحوه کنش جریان اصول‌گرایی یکی از مطالبات اصلی امروز شما جوانان مؤمن و دلسوز انقلاب و کشور است»، تأکید کرد که اصول‌گرایی باید با حفظ مبانی و ارزش‌های انقلابی جمهوری اسلامی، حرکت در راستای نو اصولگرایی را هرچه زودتر آغاز کند.

## تاریخچه انتخاباتی
| سال  | انتخابات           | آرا       | ٪     | رتبه  | نتیجه     |
| ---- | ------------------ | --------- | ----- | ----- | --------- |
| ۱۳۸۴ | ریاست جمهوری ایران | ۴٬۰۹۵٬۸۲  | ۱۳٫۹۳ | چهارم | شکست      |
| ۱۳۹۲ | ریاست جمهوری ایران | ۶٬۰۷۷٬۲۹۲ | ۱۶٫۵۶ | دوم   | شکست      |
| ۱۳۹۶ | ریاست جمهوری ایران | –         | –     | –     | کناره‌گیری |
| ۱۳۹۸ | مجلس شورای اسلامی  | ۱٬۲۶۵٬۲۸۷ | ۶۸٫۶۹ | نخست  | پیروزی    |
| ۱۴۰۲ | مجلس شورای اسلامی  | ۴۴۷٬۹۰۵   | ۲۸٫۵۳ | چهارم | پیروزی    |
| ۱۴۰۳ | ریاست‌جمهوری ایران  | ۳٬۳۸۳٬۳۴۰ | ۱۳٫۷۹ | سوم   | شکست      |

## جایزه‌ها و نشان‌های افتخار
این بخش شامل نشان‌ها و جایزه‌های رسمی قالیباف است که بر روی لباس همسان او نصب می‌شود ولی جایزه‌های غیرنظامی و غیررسمی را دربر نخواهد گرفت.

### آرم‌ها
| آرم‌های سینه     |
| چتربازی درجه یک |

| آرم‌های بازو               |
| نشان فرماندهی و ستاد ناجا |

### نوار نشان‌ها
|  |  |  |
|  |  |  |
|  |  |  |
|  |  |  |
|  |  |  |

### نام نشان‌ها
| نشان درجه دو فتح |

| نشان دانش              | نشان سربلندی           | نشان درجه سه فتح |
| دوره علوم استراتژیک    | نشان ورزش              | نشان جهاد        |
| دوره تخصصی             | دوره سوم دانشگاه افسری | دوره دافوس       |
| دوره دوم دانشگاه افسری | دوره مقدماتی           | دوره عالی        |